# Scaphytopius vittifrons
Scaphytopius vittifrons är en insektsart som beskrevs av Hepner 1946. Scaphytopius vittifrons ingår i släktet Scaphytopius och familjen dvärgstritar. Inga underarter finns listade i Catalogue of Life.